# فرانس دي مور
فرانس دي مور (بالهولندية: Frans de Moor)‏ (5 مايو 1912 – 22 يناير 1983) هو ملاكم هولندي راحل، مثّل بلاده في الألعاب الأولمبية الصيفية 1936.

## روابط خارجية
فرانس دي مور على موقع أوليمبيديا (الإنجليزية)